# Eragrostis tef
Il teff o tef (Eragrostis tef (Zucc.; Trotter, 1918), in amarico ጤፍ ṭēff, in tigrino ጣፍ ṭāff) è un cereale della famiglia delle Graminacee proprio dell'Africa nord-orientale (in particolare dell'Etiopia e dell'Eritrea) e della penisola arabica, dove viene coltivato e costituisce una parte importante dell’alimentazione locale.

## Etimologia
Il termine tef deriva dalla radice della lingua amarica t.ff, e significa "perduto" in rappresentanza dell’estrema facilità con cui è possibile perdere il seme finissimo da esso prodotto.

## Descrizione
Il teff è un'erba annua, dalla quale si ricava una farina (farina di Teff), utilizzata per preparare il pane di Teff, injera, un piatto tipico della cucina etiope e eritrea.
Il teff è inoltre una pianta C4, tetraploide e autoimpollinante. Questo cereale presenta un sistema di radici fibroso, uno stelo eretto e un’infiorescenza di tipo pannocchia con svariate forme da sciolte a compatte. Nella maggior parte delle varietà la pianta presenta un’altezza compresa fra i 50 ed i 120 cm ed una singola pianta può produrre fino a 50.000 cariossidi. I suoi semi sono particolarmente piccoli (meno di 1 mm di diametro). Se ne può infatti tenere in mano un numero sufficiente a seminare un intero campo, proprietà che rende il teff particolarmente adatto alla vita seminomade.

## Tassonomia
Il genere Eragrostis, che comprende molte specie spontanee oltre all'unica specie coltivata E. tef, appartiene alla famiglia delle Poacee o Graminacee. All'interno di questa famiglia, si colloca nella sottofamiglia delle Cloridoidee, a differenza degli altri cereali utilizzati per l'alimentazione, che vengono attribuiti ad altre sottofamiglie.

## Distribuzione e habitat
Il teff viene principalmente coltivato in Etiopia, il suo luogo di origine. È stimato infatti che il 90% della produzione mondiale di questo cereale provenga proprio da questa nazione. Sempre in Etiopia, il teff è da considerare il cereale più importante, sia in termini di area coltivata (circa il 24% della superficie nazionale) che di valore di produzione. L’interesse verso questo cereale ha fatto in modo che la sua produzione venisse diffusa in altre parti del mondo. Attualmente esistono coltivazioni di questa pianta in Australia, Camerun, Canada, Cina, India, Paesi Bassi, Sud Africa, Gran Bretagna, Uganda e Stati Uniti.

## Storia
Si ritiene che la coltivazione del teff sia originata in Etiopia tra il 4000 a.C. e il 1000 a.C. Gli studi genetici indicano come più probabile antenato selvatico Eragrostis pilosa.
Nell'Ottocento furono dichiarati come rinvenuti semi di teff in un sito archeologico egiziano, ma oggi questa identificazione risulta come "non adeguatamente documentata" e quindi da non considerare.
Il teff è rimasto alla base dell’alimentazione etiope per oltre 3.000 anni e solo negli ultimi decenni ha acquistato un interesse sempre crescente su scala internazionale. Questa crescita di interesse ha spinto il governo etiope a bandirne l’esportazione per paura di dover affrontare lo stesso destino della Bolivia, la cui sicurezza alimentare è stata danneggiata a causa della crescente popolarità della quinoa - e cioè per timore che non restasse abbastanza teff per il consumo interno. In seguito a questo divieto, la produzione etiope di teff è aumentata del 40 – 50 % mantenendo prezzi costanti. Ciò ha permesso di revocare parzialmente il divieto di esportazione nel 2015, anno in cui sono state concesse 48 licenze di esportazione ad un pari numero di contadini. I contadini scelti non avevano mai coltivato il cereale in precedenza, una precauzione presa in modo da assicurare una produzione sufficiente per la popolazione locale.

## Usi
Il teff è un cereale multiuso molto importante per la cultura etiope, dove viene utilizzato principalmente per la produzione di cibo e bevande tradizionali come l'injera, la kitta (pane azzimo) e la tella (una birra scura). Il teff viene anche utilizzato come mangime per i ruminanti in Etiopia e per i cavalli negli Stati Uniti. Lo stelo del teff può essere inoltre usato localmente come materiale da costruzione se mischiato con il fango.
Vista la popolarità che il teff sta assumendo negli ultimi anni (principalmente dovuta al suo interessante profilo nutrizionale) il suo utilizzo è stato ampliato. Molti prodotti contenenti teff sono stati infatti messi sul mercato a livello mondiale. Questi prodotti includono pasta, pane, biscotti e malto. In generale però i prodotti commercializzati contengono solo una parte di teff, che deve essere mischiato ad altri cereali in modo da conferire al prodotto una consistenza e gusto adeguati.
Altre applicazioni comprendono quelle legate allo strame del teff, che potrebbe essere utilizzato per produrre metano e anche come assorbente in caso di contaminazione da cromo esavalente (Cr(VI)) delle acque reflue.

## Proprietà alimentari
Come tutti i cereali, il teff fornisce soprattutto un apporto di carboidrati complessi, i quali corrispondono all’80% del grano. L’amido, contenuto al 73%, viene digerito lentamente e per questo l’indice glicemico è inferiore rispetto ad altri cereali. Inoltre, il teff contiene una buona quantità di fibra alimentare, essenziale per la salute del tratto gastrointestinale. Il teff fornisce un buon apporto di proteine, le quali variano dal 8-10%. Il profilo amminoacidico è ben bilanciato e caratterizzato da un contenuto relativamente alto di lisina. La lisina rappresenta infatti l’amminoacido limitante nei cereali in quanto scarsamente presente. Inoltre, il teff rappresenta una buona fonte di acidi grassi. È ricco in particolari di grassi insaturi, principalmente acido oleico (32,4%) e acido linoleico (23,8%). Tra i sali minerali presenti, si notano alte quantità di ferro e calcio,  maggiori rispetto a cerali come grano, riso e mais. L’apporto di questi minerali varia a seconda della varietà; il teff rosso è più ricco di ferro e calcio mentre la varietà bianca è maggiormente ricca di altri micronutrienti come il rame. Un'altra importante caratteristica del teff è la sua assenza di glutine, che lo rendono particolarmente adatto alla dieta delle persone celiache. Inoltre, grazie al suo alto contenuto di fibre e al suo basso indice glicemico, il teff è adatto alla dieta di persone affette da diabete.
| Categoria      | Nutrienti                 | Unità | Valori per 100 g |
| -------------- | ------------------------- | ----- | ---------------- |
|                | Energia                   | Kcal  | 367              |
| Macronutrienti | Acqua                     | g     | 8,82             |
|                | Carboidrati               | g     | 73,13            |
|                | Proteine                  | g     | 13,3             |
|                | Lipidi                    | g     | 2,38             |
|                | Fibre, fibra totale       | g     | 8                |
| Minerali       | Calcio (Ca)               | mg    | 180              |
|                | Ferro (Fe)                | mg    | 7,63             |
|                | Magnesio (Mg)             | mg    | 184              |
|                | Fosforo (P)               | mg    | 429              |
|                | Potassio (K)              | mg    | 427              |
|                | Sodio (Na)                | mg    | 12               |
|                | Zinco (Zn)                | mg    | 3,63             |
| Vitamine       | Tiamina (Vitamina B1)     | mg    | 0,39             |
|                | Riboflavina (Vitamina B2) | mg    | 0,27             |
|                | Niacina (Vitamina B3)     | mg    | 3,363            |
|                | Piridossina (Vitamina B6) | mg    | 0,482            |
|                | Retinolo (Vitamina A)     | IU    | 9                |
|                | Tocoferolo (Vitamina E)   | mg    | 0,08             |
|                | Vitamina K                | µg    | 1,9              |

Nella macinazione dei semi, che sono piccolissimi, è impossibile separare le frazioni di molitura, quindi tutte le parti contenute nel seme sono sempre comprese e mescolate nella farina, che quindi è realmente, (ed obbligatoriamente) "integrale".
Il contenuto alimentare proveniente dalla farina è comunque apprezzabilmente aumentato dalle preparazioni della cucina tradizionale eritrea, etiopica e somala del pane di teff, detto injera, o enjera, un "pane" molto sottile e spugnoso ottenuto da fermentazione batterica acida, e quindi appunto dal sapore acidulo. La fermentazione diminuisce leggermente il contenuto in carboidrati ma lo arricchisce, in maniera sostanziale, in contenuto proteico.
La conservazione delle frazioni corticali ricche in minerali (soprattutto ferro) è preziosa data la ricorrenza nei paesi di origine di malattie parassitarie che inducono carenza di tale elemento. Tali malattie da anemia sono molto pericolose soprattutto nella popolazione femminile.
Ai fini della cottura viene considerato paragonabile al miglio, anche se il seme è molto più piccolo.

## Coltivazione
La coltivazione di Teff può essere adattata a condizioni ambientali diverse, con altitudini che variano dal livello del mare fino a 3.200 metri di altitudine. La produzione massima è raggiunta ad un’altitudine compresa tra i 1.800 e i 2.100 m, con precipitazioni che vanno dai 450 ai 550 mm durante la stagione di crescita, e temperature comprese tra 10 e 27 °C. Queste condizioni sono tipiche degli altopiani dell’Etiopia e dell’Eritrea.
Il Teff, a differenza di altre colture, è relativamente resistente a malattie e patogeni. Diversi studi hanno dimostrato che, in certe condizioni, il teff può essere coltivato senza l’utilizzo di pesticidi o fungicidi. Nonostante ciò, in condizioni di umidità, la pianta può essere colpita da funghi e infezioni batteriche. In particolare, in Etiopia ventidue funghi e tre nematodi patogeni sono stati identificati. Le piantine di teff sono anche suscettibili al damping-off causato da malattie quali la Drechslera pose e Helminthosporium pose (Baudys) Shoemaker. Tra i parassiti più comuni in Etiopia troviamo il grillo brevipennis Decticoides e il verme Ignicollis di Mentaxya.
Nonostante le radici rimangano in superficie, la pianta di teff è resistente alla siccità grazie alla sua abilità nel rigenerarsi rapidamente nel produrre frutti in un breve lasso di tempo. Inoltre, questo cereale viene normalmente coltivato in condizione di pH neutro ma studi hanno dimostrato che può sopportare pH inferiori a 5.
Le varietà di teff esistenti comprendono la varietà bianca e quella rossa; i nomi derivano dal colore del seme, più chiaro o più scuro; le due varietà producono quindi farine di colore leggermente diverso. La varietà chiara è più delicata ed ha maggiori esigenze di coltivazione, è più costosa e di prassi è preferita nel consumo dalle fasce di popolazione più agiate, la seconda è cibo di maggiore uso nei ceti popolari. Le differenze nutrizionali nei due tipi sono irrilevanti, e risulta invece importantissimo il sistema di coltivazione; le produzioni tradizionali di villaggio sono risultate molto più ricche, in contenuto del prodotto, di iniziative di coltivazione estensiva. La spiegazione è semplice, ed è sufficiente considerare la minuziosa attenzione applicata nelle concimazioni delle coltivazioni di villaggio.
Le dosi per una fertilizzazione ottimale sono le seguenti: 25–60 kg/ha di azoto (N) e 10–18 kg/ha di fosforo (P). La pianta di Teff risponde maggiormente all’applicazione d’azoto rispetto al fosforo. L’aggiunta di una concentrazione troppo elevata di azoto aumenta la produzione di biomassa e la grandezza della pianta e di conseguenza aumenta il rischio di allettamento. Per far fronte a questo problema, gli agricoltori possono diminuire l’input di azoto, coltivare il teff dopo un'altra coltura. In Etiopia infatti, il teff è comunemente coltivato in rotazione con altri cereali o leguminose.
La raccolta meccanizzata è agevole ma, se non perfettamente organizzata ed attrezzata, rischia di produrre grosse perdite di raccolto, (le sottili spighe vanno raccolte con mosse delicate, altrimenti il seme cade, la dispersione del seme è infatti naturale), le rese per ettaro, pur considerando l'elevatissimo valore nutrizionale, sono molto basse. Il seme di teff (soprattutto il teff rosso) è estremamente resistente a tutti gli eventi, disidratazione, caldo, umidità, muffe, ecc.; di norma si considera che conservi capacità germinativa per almeno quattro anni, ma semine con seme anche molto più vecchio non danno di norma problemi.